# مینی-تس

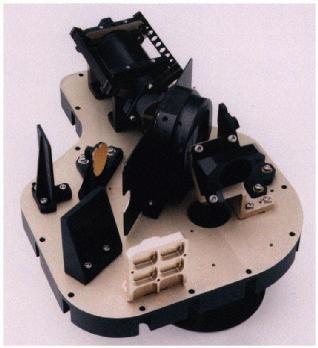
تصویری از مینی-تس

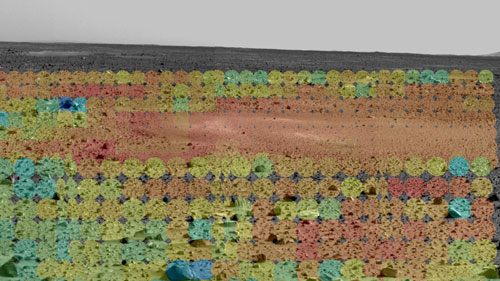
تصویری از مینی-تس نصب‌شده بر روی مریخ‌نورد کاوشگرها

طیف‌سنج گسیل گرمایی کوچک یا مینی-تس (انگلیسی: Mini-TES) یک طیف‌سنج فروسرخ است که برای تشخیص ترکیب مواد (معمولاً سنگ‌ها) از فاصله دور استفاده می‌شود. با اندازه‌گیری در بخش فروسرخ حرارتی از طیف الکترومغناطیسی، این ابزار قادر است از پوشش‌های غباری که معمولاً در سطح مریخ مشکل‌ساز هستند عبور کند و داده‌هایی ارائه دهد که برای سنجش از دور مشکل ایجاد نمی‌کند. هر یک از دو مریخ‌نورد کاوشگر دارای یک مینی-تس است.

## توسعه
مینی-تس ابتدا توسط ریتیان برای گروه علوم زمین‌شناسی در دانشگاه ایالتی آریزونا توسعه یافت. این دستگاه نسخه کوچک‌شده‌ای از طیف‌سنج گسیل گرمایی نقشه‌بردار سراسر مریخ (MGS) است که توسط دانشگاه ایالتی آریزونا و رایتون ساس (Raytheon SAS) دورسنجی سانتا باربارا ساخته شده است. داده‌های TES نقشه‌بردار سراسر مریخ به دانشمندان کمک کرد تا مکان‌های فرود مریخ‌نوردهای روح و فرصت را انتخاب کنند.

## خاک مریخی
مینی-تس برای شناسایی سنگ‌ها و خاک‌های جذاب جهت بررسی دقیق‌تر و تعیین فرآیندهایی که سنگ‌های مریخی را شکل داده‌اند، استفاده می‌شود. این ابزار تابش فروسرخی که سنگ هدف یا جسم منتشر می‌کند را در ۱۶۷ طول موج مختلف اندازه‌گیری می‌کند و اطلاعاتی دربارهٔ ترکیب هدف ارائه می‌دهد. یکی از اهداف خاص، جستجوی مواد معدنی تشکیل‌شده در اثر آب، مانند کربنات‌ها و رس‌ها است. این ابزار همچنین می‌تواند با نگاه به آسمان، پروفایل دمایی جو مریخ و میزان غبار و بخار آب را شناسایی کند.
این ابزار داخل جعبه الکترونیک گرم در بدنه مریخ‌نورد قرار دارد و آینه‌ای تابش را از بالا به دهانه هدایت می‌کند. ابزارهای مینی-تس نصب‌شده بر روی مریخ‌نوردهای فرصت و روح انتظار نمی‌رفت که زمستان‌های سرد مریخ را تحمل کنند، حتی اگر خود مریخ‌نوردها زنده بمانند. پیش‌بینی می‌شد که یک پتاسیم برمید (KBr) تقسیم‌کننده پرتو کوچک که در یک محفظه آلومینیومی قرار داشت به دلیل عدم تطابق انبساط حرارتی ترک بخورد. با این حال، این اتفاق نیفتاد و ابزار مینی-تس در هر دو مریخ‌نورد چندین زمستان مریخی را تحمل کرده است. مریخ‌نورد روح همچنان به صورت دوره‌ای از مینی-تس برای سنجش از دور استفاده می‌کند. (در حال حاضر مینی-تس مریخ‌نورد فرصت به دلیل گرد و غبار انباشته‌شده روی آینه پس از طوفان غبار سال ۲۰۰۷ استفاده نمی‌شود.).
دو نوع دیگر طیف‌سنج روی بازوی مریخ‌نورد کاوشگر نصب شده است که اطلاعات بیشتری دربارهٔ ترکیب مواد ارائه می‌دهد وقتی مریخ‌نورد به جسم نزدیک شود.
مینی-تس می‌تواند با پان‌کمها همکاری کند تا محیط اطراف را تحلیل کند.
وزن مینی-تس برابر ۲٫۱ کیلوگرم (۴٫۶ پوند) از وزن کل ۱۸۵ کیلوگرم (۴۰۸ پوند) مریخ‌نورد است.